# William D. Cochran
William D. Cochran (* 1950) ist ein US-amerikanischer Astronom.
Cochran erhielt den B.A. 1972 an der Duke University. 1976 wurde er an der Princeton University zum Ph.D. promoviert. Cochrans Forschungsschwerpunkte sind die Suche nach Exoplaneten, hochpräzise Messungen der Änderung von Radialgeschwindigkeiten bei Sternen, veränderliche Sterne, Planetenatmosphären, Kometen und Asteroiden.
Er hat einige Exoplaneten entdeckt, darunter:
- Gamma Cephei Ab
- HD 155358 b
- HD 155358 c
- HD 37605 b

Cochran ist derzeit an der University of Texas at Austin.
Der Asteroid (4551) Cochran trägt seinen Namen.